# Project I.G.I.: I’m Going In
Project I.G.I.: I’m Going In — компьютерная игра в жанре тактического шутера с видом от первого лица, разработанная норвежской компанией Innerloop Studios и изданная Eidos Interactive эксклюзивно для Windows в 2000 году. Игра имеет полную английскую и русскую локализацию. В 2003 году вышло продолжение — I.G.I.-2: Covert Strike.

## Сюжет
Игрок управляет действиями Дэвида Джонса. Ему своими указаниями помогает Аня — специалист в области компьютерных систем и ядерной физики.
В начале игры Джонса забрасывают в тыл врага, на территорию России, где он попадает на военный объект, принадлежащий некому Иосифу Прибою, возможно причастному к похищению ядерной бомбы. После взрыва систем ПВО, Джонс попадает на аэродром, где предположительно в плену находится Иосиф. Однако его успели эвакуировать, и Джонсу приходится бежать, угнав истребитель.
Благодаря информации, полученной Джонсом, определяют местонахождение Иосифа Прибоя. Джонс участвует в операции по его освобождению, поддерживая снайперским огнём дружественные войска. Иосиф рассказывает о том, что был пленён своим дядей, Яковом Прибоем, торговцем оружием, также причастным к похищению бомбы. Джонс проникает на радарную базу и вводит компьютерный вирус в систему. Благодаря этому он получает информацию о местонахождении Прибоя.
Джонс вместе с дружественными войсками захватывает Прибоя и вывозит его на вертолёте, однако при перелёте через границу их сбивают истребители по указанию Экк, бывшей сотрудницы КГБ. Она увозит Прибоя с места падения вертолёта, а Джонс успевает скрыться. Джонс выбирается с вражеской территории и вторично захватывает Прибоя, которого конвоируют на поезде. По поезду наносят авиаудар, но Джонс и Прибой успевают скрыться и их эвакуируют дружественные войска.
Прибой сообщает информацию об Экк, и Джонс проникает на её секретную базу, однако она успевает уйти вместе с бомбой. После этого она захватывает АЭС, где раньше располагался завод по переработке плутония со времён холодной войны. Джонс участвует в операции по штурму станции. К нему присоединяется Аня, которая должна обезвредить бомбу. Они проникают в подземный комплекс, где Джонс убивает Экк, а Аня обезвреживает бомбу.

## Оценки
| Сводный рейтинг | Сводный рейтинг |
| Агрегатор       | Оценка          |
| --------------- | --------------- |
| GameRankings    | 72,39 %         |